# Иван Златанов (офицер)
Вижте пояснителната страница за други личности с името Иван Златанов.
Иван Иванов Златанов е български офицер, генерал-майор, завеждащ хозяйството на Видинския гарнизон и командир на доброволческата дружина от Северния отряд през Сръбско-българската война (1885), командир на Одринската бригада през Балканската (1912 – 1913) и Междусъюзническата война (1913), командир на 2-ра бригада от 1-ва пехотна софийска дивизия през Първата световна война (1915 – 1918).

## Биография
Иван Златанов е роден на 29 юни 1857 г. в Болград, Княжество Молдова. През 1880 г. завършва с 2-ри випуск на Военното на Негово Княжеско Височество училище и на 30 август е произведен в чин подпоручик. Служи в Врачанска №8 пеша дружина и на 30 август 1883 г. е произведен в чин поручик. Взема участие в Сръбско-българската война (1885), като на 17 октомври съгласно приказ №149 от службата си във Военното училище е назначен за завеждащ хозяйството във Видинския гарнизон (от състава на Северния отряд), като назначението се счита от 12 ноември. На 12 ноември след раняването на поручик Петров е назначен за командир на доброволческата дружина.
След войната на 24 март 1886 е произведен в чин капитан, през 1890 в чин майор, през 1894 в чин подполковник. До 1900 година подполковник Златанов служи като помощник-командир на 1-ви пехотен софийски полк. През 1900 г. при създаването на 9-и резервен полк е назначен за негов командир. На 2 август 1903 г. е произведен в чин полковник. На 10 ноември 1907 е назначен за командир на 5-и пехотен дунавски полк, на която длъжност е до 8 декември 1909 година.
Полковник Иван Златанов взема участие в Балканската (1912 – 1913), Междусъюзническата (1913) като командир на Одринската бригада и Първата световна война (1915 – 1918) като командир на 2-ра бригада от 1-ва пехотна софийска дивизия, като на 31 октомври 1917 г. е произведен в чин генерал-майор. За участието си в последната война е награден с Военен орден „За храброст“, III степен, 1-ви клас
По време на военната си кариера служи в Военно-съдебния отдел. След войната, през 1920 г. е уволнен от служба. Умира на 17 август 1932 г.

## Семейство
Генерал-майор Иван Златанов е женен и има 5 деца – три дъщери (Манка, Надежда, Вера) и двама сина, сред които и генерал-лейтенант Константин Златанов.

## Военни звания
- Подпоручик (30 август 1880)
- Поручик (30 август 1883)
- Капитан (24 март 1886)
- Майор (1890)
- Подполковник (1894)
- Полковник (2 август 1903)
- Генерал-майор (31 октомври 1917)

## Награди
- Военен орден „За храброст“, III степен, 1-ви клас (Първа световна война)

## Образование
- Военно на Негово Княжеско Височество училище (до 1880)